# Taronger

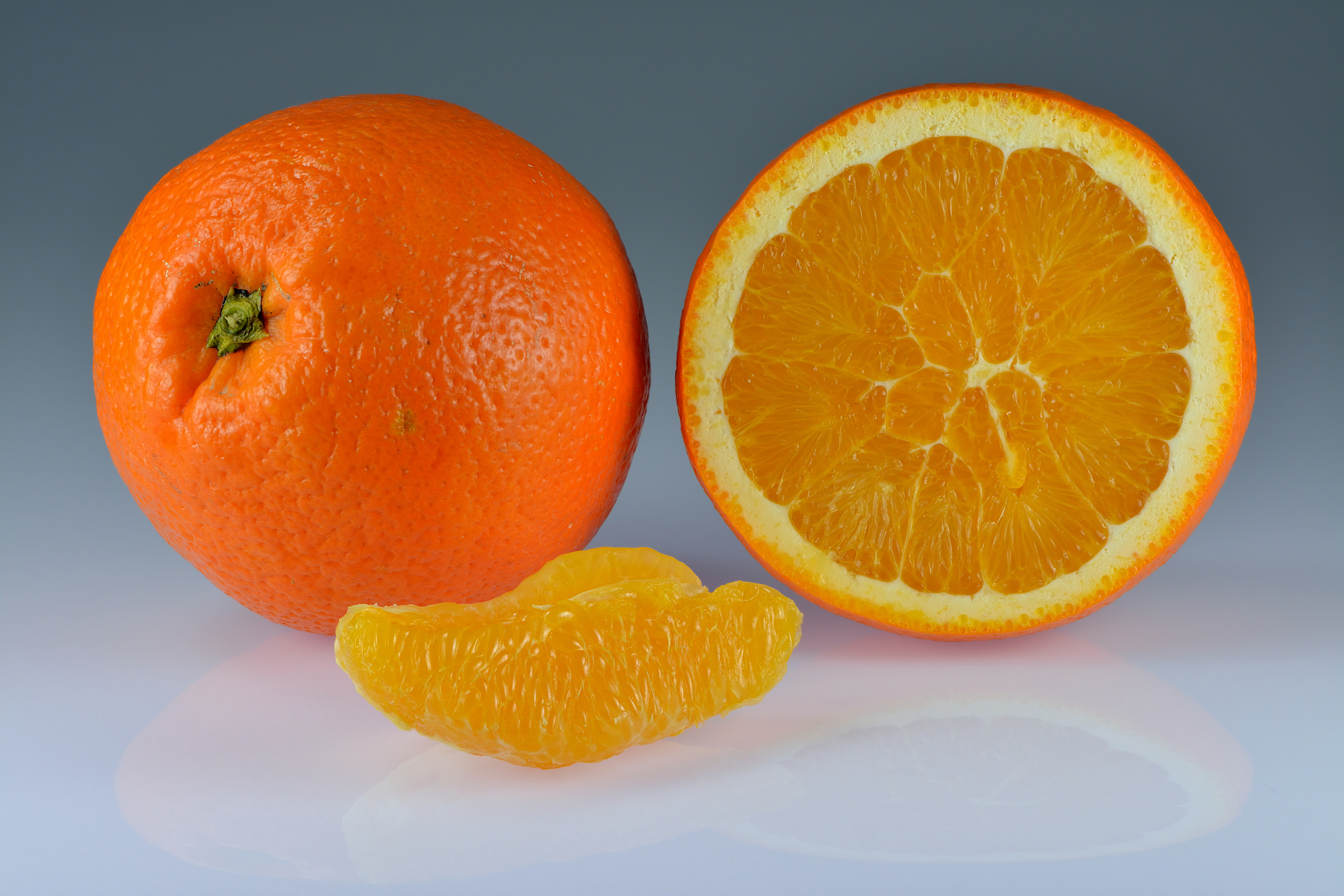

El taronger o taronger dolç (Citrus sinensis) és l'arbre de la taronja. Altres noms populars pels quals es coneix són grill (part del fruit), taronger ver, taronges, taronja (fruit), taronja dolça (fruit). Pertany al gènere Citrus, que forma part de la família de les rutàcies. A aquest mateix gènere pertanyen la llimona, la mandarina, el pomelo, la llima agra i l'aranja. El cumquat, en canvi, pertany al gènere Fortunella de la mateixa família Rutaceae. Una característica fonamental d'aquesta família, de la qual compleix a la perfecció la pela de la taronja, és la presència de bosses secretores especials que alliberen fàcilment essències. És originari de la Xina, dut a occident pels àrabs. Es desenvolupa bé en climes suaus i càlids, i a la península Ibèrica es cultiva sobretot al País Valencià i en zones de les Terres de l'Ebre, on se solen regar per inundació uns tres cops l'any. No suporta les glaçades prolongades. N'hi ha una gran quantitat de varietats diferents, fonamentalment per la qualitat del fruit i el gust, que varia del dolç a l'àcid. L'espècie C. aurantium, anomenada taronger agre, taronger bord o taronger amarg, produeix taronges amargues, utilitzades per a l'elaboració d'alguns licors, melmelades i confitures. Aquesta variant és la varietat medicinal.

## Sistemàtica
El taronger es va considerar tradicionalment l'espècie C. sinensis del gènere Citrus. A aquest mateix gènere pertanyien la llimona, la llima i la taronja amarga. Investigacions genètiques recents han demostrat que la majoria d'aquests fruits són en realitat híbrids produïts a partir de l'aranja, la mandarina i el poncem, per la qual cosa la nomenclatura científica correcta és Citrus x sinensis. L'antic nom, sense identificació d'híbrid, continua emprant-se extensament.

## Origen i etimologia
Els tarongers tenen el seu origen a Àsia (actualment l'Índia, el Pakistan, el Vietnam i el sud-est de la Xina) i foren portats a Occident pels àrabs. En sànscrit s'anomenava nâranga (probablement d'origen dravídic, no ari; en llengua tami naru significa ‘fragant’); en occità antic s'anomena una auranja. Algunes hipòtesis afirmen que les pomes d'or que Heracles robà com a part de les seves dotze proves del jardí de les Hespèrides eren taronges.
És considerada amb freqüència com una variant Citrus aurantium.
El nom específic aurantium fa referència al color daurat dels fruits i deriva del llatí auratus: 'de color d'or'.

## Morfologia
Es tracta d'un arbre d'alçada mitjana -encara que en òptimes condicions de cultiu arriba fins als 13 metres d'alçada. Es tracta d'un arbre sensible al fred. Requereix terres de mitjana capacitat, fresques, sense importar la seva naturalesa. Arbre perennifoli, de capçada gran, rodona o piramidal, de fullatge compacte, de tronc erecte i curt, amb fulles ovals d'entre 7 i 10 cm de marge sencer i freqüentment estipulades, i branques usualment amb grans punxes (més de 10 cm). Té un epicarp replet de glàndules on es concentren les essències. El mesocarpi és molt prim i eixut, de color blanc i l'endocarpi és molt gros i conté molta aigua. Les seves flors blanques ataronjades, neixen aïllades o en carrassos i produeixen una olor intensa. Són hermafrodites. La corol·la consta de 5 peces i 10 estams, tot i que també podem trobar corol·les de 4 peces. El fruit és gros, en forma de baia, anomenat hesperidi. Les formes vitals característiques són macrofaneròfits.
Cultivada majoritàriament en horts i jardins.
No tenen exactament la mateixa morfologia el Citrus sinensis i Citrus aurantium.

### Citrus aurantium
Arbre perennifoli de 5-6 m d'alçada, de copa arrodonida i branques amb d'espines llargues i flexibles. Fulles el·líptiques o lanceolades de color verd intens, de 7-10 cm de longitud i 4-8 cm d'amplada i àpex agut. Les flors són blanques, seroses, solitàries i molt oloroses, apareixen cap a la meitat de la primavera. Fruit carnós, arrodonit, de 7-10 cm de diàmetre, amb escorça de color ataronjat gruixada i rugosa, coberta completament de vesícules glandulars que contenen un líquid aromàtic.

### Citrus sinensis
Petit arbre perennifoli amb una copa arrodonida més o menys espinós. Fulles de 7-10 cm amplament el·líptiques i l'ala del pecíol moderadament ampla, que és el que el diferencia de Citrus aurantium, a més del fruit que té escorça més prima de color entre groc-ataronjat i groc menys intens que el del Citrus aurantium i per l'ala del peduncle de les fulles, que és més allargat i perd la forma de cor que té Citrus aurantium, però sobretot pel sabor dels fruits, que és agre o dolç, però no amarg.

## Història
Els tarongers dolços van ser portats a les penínsules Itàlica i Ibèrica des de l'Índia al segle xv.
Hi ha diferents tipus de taronja dintre del conjunt de taronges dolces.
La primera plantació d'un hort de tarongers al País Valencià la documenta Antoni Josep Cavanilles en 1781, a Carcaixent. Esta plantació va ser obra del rector Monzó. En poc de temps, el taronger passaria d'ocupar un quadre o unes fileres als horts, una disposició semblant al dels arbres de jardí, a monopolitzar tot l'hort amb criteris de rendibilitat econòmica. Inicialment el taronger no va tindre massa èxit com a cultiu, però a partir de la dècada de 1850 es produeix un augment de la demanda de fruita fresca a Europa, que sumat a la millora en les comunicacions provocaria un impuls per a la naixent indústria de la taronja valenciana.
A partir d'aquell moment comença una extensió del cultiu arreu del regadiu de la Ribera del Xúquer fins a la Plana de Castelló, amb Carcaixent i Alzira d'una banda, i el triangle Almassora-Borriana-Vila-real, d'altra, com a nuclis inicials. L'impuls definitiu al cultiu del taronger al País Valencià es dona a partir de la dècada de 1880 quan es comercialitzen les bombes a motor, que permeten l'expansió del regadiu gràcies a poder accedir a aigües subterrànies. En uns cinquanta anys, desapareixerien els cultius de secà entre estes dos regions, expandint-se el monocultiu de la taronja.
L'expansió del taronger s'explica pel desenvolupament de les infraestructures, pels avanços tecnològics i per l'aparició de nous sistemes de gestió propi de la industrialització. A partir de la Guerra Civil espanyola i el període d'autarquia durant el règim franquista, va fer que se substituïren tarongers per cultius de subsistència. No seria fins a la dècada de 1960 que es produiria un nou impuls en el cultiu de la taronja.
Crida molt l'atenció un altre tipus de taronja dolça per les seves característiques, aquesta és la taronja de sang, la qual sembla com si tingués sang al seu interior i el seu suc és d'un color vermell robí.
Al voltant de l'any 1850, es va descobrir en un monestir del Brasil una taronja molt estranya, la qual al seu interior no tenia llavor, en canvi sí que tenia una espècie de taronja petita igual a la grossa, com si fos un bessó. Aquesta taronja més petita semblava un melic humà, per la qual cosa se li va donar el nom de Taronja Navel.
Aquesta taronja és molt dolça i molt fàcil de pelar, raons per les quals seria excel·lent per a comercialitzar-la, però tenia l'inconvenient que, en no tenir llavor, només podia ser cultivada mitjançant empelts de la planta original del monestir.
Actualment són molt conreades a Califòrnia, i distribuïdes per tot el món.
Totes les taronges Navel que existeixen tenen el mateix constituent genètic que les taronges de l'arbre del monestir del Brasil.
Avui dia, moltes persones de tot el món prenen cada dia taronja, sigui directament menjant el fruit o prenent sucs, perquè les taronges són una de les millors fonts i més barates de vitamina C que existeixen.
A diferència de molts altres animals, el cos humà no fabrica vitamina C amb regularitat, la qual ajuda a guarir les infeccions i les ferides.
Les taronges també són una molt bona font de fibra alimentària, però no contenen grans quantitats de minerals.

### Taronges a Sóller l'any 1370
Rellegint el setmanari SÓLLER del 23 de juny de 1973, ens crida l'atenció un article de Francesc Pérez Ferrer, sobre el I Congrés Mundial de citricultura celebrat a València del 9 al 19 de maig de 1973, i al que Sóller va aportar per l' Exposició Bibliogràfica sobre els cítrics a Espanya, a més d'altres documents que parlen de cítrics, el llibre de la Cúria Reial Extraordinària de l'any 1370 conservat a l'Arxiu Municipal de Sóller, en el que consta la demanda de subhasta per cobrir deutes de tot un esplet de fulles de morer i de taronges.
En dita exposició titulada «Mas de ochocientos años de los agrios en España» hi participaren 40 expositors amb 40 documents i uns 220 llibres i fulletons, figurant Sóller en lloc destacadíssim per la seva aportació. Diu l'organitzador de la exposició – José Maria del Rivero : «Que hablen sobre agrios, los documentos mas antiguos son uno de la Cúria Real Extraordinaria (1370) del Arxchivo Municipal de Sóller (Mallorca) y otro del M. Racional (1383) del Archivo del Reino de Valencia».
El trobam al citat llibre – signatura AMS 4852 - al foli 82 i esta datat a l'onze de març de 1370.
El document comença amb la demanda que fa Guillem Rotlan, beneficiat en l'església de Sóller, reclamant als hereus de Francesc Castanyer 20 sous i 6 quartons d'oli, censos debuts al seu benefici que gravaven les cases i horts dels dits hereus. El batle va estendre el següent manament al Corredor:
| |
| Transcripció del document segons Francesc Pérez Ferrer: «De part del Batle Reyal al corredor de la Cort subhastats per spay de III dies, e apres venets tot lesplet de fuyla de morers e de taronges del any present dels orts den Francesc Castanyer santras (difunt). E dats lo bastó al més donant. Dat en Sóller a XI de marz lany de la Nat. MCCCLXX» |

Per poder entendre millor uns quants termes d'aquest document (Beneficiat en l'església, Corredor i dats lo bastó) he demanat ajuda a Plàcid Pérez Pastor.
Escriu en Plàcid: « Un beneficiat era un capellà que exercia una feina concreta a l'església de Sóller i, a canvi, rebia una remuneració de la comunitat parroquial de preveres. Per exemple, el beneficiat a l'orgue tocava l'orgue i rebia una compensació econòmica anual en metàl·lic com a compensació. Hi havia un altre tipus de beneficiat, més corrent, que no rebia res del comú de preveres, sinó que vivia de les rendes que la família li havia donat quan va decidir fer-se capellà. Solia dir-se una capellania. En aquest cas, les rendes solien consistir en petites quantitats de censos en diner o en espècie que li pagaven diverses persones en diferents dies de l'any, de manera que el prevere s'havia d'ocupar de recaptar aquestes quantitats si volia sobreviure. El corredor de coll era un funcionari encarregat de pregonar les vendes en subhasta pública de les penyores que els particulars havien dipositat en poder del batle per deutes: finques, roba, eines, vaixella, joies, etc. Recorria la vila pregonant la subhasta en veu alta (a veu en coll) pels cantons durant uns quants dies. Els interessats en la subhasta pujaven per allò que se venia i, quan ja no hi havia ningú que pujàs més, s'adjudicava al més donant. I, com a prova de que havia guanyat la puja, se li donava un bastó que el facultava per reclamar la penyora davant el batle»
Que a Sóller l'any 1370 hi hagués, ben documentat, un esplet de taronges per subhastar, ens ha de fer valorar i conservar els nostres horts de tarongers com si fossin un tresor. Pensar que fa sis segles els sollerics ja tenien i menjaven taronges encara ens fa estimar més la nostre vall i els bons fruits de les nostres terres.
Pere Frontera Alemany 
del Grup de Recerca i Estudis Sollerics (GRES)

## Cultiu i usos
El cultiu d'aquesta espècie forma una part important de l'economia de molts països, com els Estats Units (Florida i Califòrnia), la major part dels països mediterranis, el Brasil, Mèxic, el Pakistan, la Xina, l'Índia, l'Iran, Egipte, Turquia, i Sud-àfrica. Creix regions de clima temperat i humit. A casa nostra, n'hi ha sobretot al País Valencià, on disposen de sistemes de rec molt moderns i el cultiu de la fruita hi és molt important. Tot i que és un cultiu que necessita regadiu, no suporta l'excessiva humitat o embassament, la qual cosa duria a la pèrdua de l'arbre. Les gelades prolongades repercuteixen principalment en la fruita, tant en la baixa qualitat com en la seva pèrdua; les gelades més intenses acaben amb l'arbre i suposa una gran pèrdua perquè l'efecte dura uns sis anys, fins que la nova plantació comença a produir.
Al Baix Ebre, també hi ha importants cultius de tarongers, fins i tot a la vila de Xerta celebren una fira de la taronja. És també en aquesta comarca on es desenvolupa gran part de l'activitat dels vivers, sobretot a la població d'Alcanar.

## Informació nutricional
| Taronja (fruita) Valors nutricionals per 100g |                                     |                                     |                          |
| aigua: 86,75 g                                | cendres: 0,44 g                     | fibres: 2,4 g                       | valor energètic: 47 kcal |
| carbohidrats: 11,75 g                         | sucres: 9,35 g                      | proteïnes: 940 mg                   | lípids: 120 mg           |
| Oligoelements                                 |                                     |                                     |                          |
| potassi: 181 mg                               | calci: 40 mg                        | fòsfor: 14 mg                       | magnesi: 10 mg           |
| ferro: 100 µg                                 | zinc: 70 µg                         | coure: 45 µg                        | sodi: 0 mg               |
| Vitamines                                     |                                     |                                     |                          |
| vitamina C: 53,2 mg                           | vitamina B1: 87 µg                  | vitamina B2: 40 µg                  | vitamina B3: 282 µg      |
| vitamina B5: 250 µg                           | vitamina B6: 60 µg                  | vitamina B9: 0 µg                   | vitamina B₁₂: 0 µg       |
| vitamina A: 225 UI                            | retinol: 0 µg                       | vitamina E: 0,18 µg                 | vitamina K: 0 µg         |
| Àcids grassos                                 |                                     |                                     |                          |
| Àcids grassos saturats: 15 mg                 | monoàcids grassos insaturats: 23 mg | poliàcids grassos insaturats: 25 mg | colesterol: 0 mg         |

## Producció
Segons FAOSTAT, els principals productors de taronges (en milers de tones) van ser:
|     | País         | 2005   | 2012/13 |
| 1.  | Brasil       | 17.804 | 18.477  |
| 2.  | Estats Units | 8.266  | 7.573   |
| 3.  | Mèxic        | 3.969  | 4.000   |
| 4.  | Índia        | 3.100  | 5.000   |
| 5.  | Itàlia       | 2.533  | 2.283   |
| 6.  | Xina         | 2.412  | 7.000   |
| 7.  | Espanya      | 2.149  | 2.929   |
| 8.  | Iran         | 1.900  | 2.732   |
| 9.  | Egipte       | 1.789  | 2.613   |
| 10. | Indonèsia    | 1.311  | 1.600   |

L'informe de la FAO Citrus Fruit Fresh and Processed, Statistical bulletin 2020 calculava la produccó mundial de taronges de 2019 en 76'3 milions de tones. La producció asiàtica arrivà a ls 28'9 milions de tones, mentre que a Amèrica del Sud va ser de 20'2 milions. Altres zones amb una producció considerable son Àfrica (9'8), Europa (6'1), Amèrica Central (5'7) i Nord-amèrica (4'8 milions de tones). (Nota:Mèxix s'inclou dins l'Amèrica Central)
Els països que en van produir més d'un milió de tones varen ser:
| País                   | Producció (milers de tones) |
| ---------------------- | --------------------------- |
| Algèria                | 1200                        |
| Egipte                 | 3197                        |
| Marroc                 | 1183                        |
| Sud-àfrica             | 1687                        |
| Xina (RP)              | 10436                       |
| Índia                  | 9509                        |
| Iran                   | 2309                        |
| Paquistan              | 1615                        |
| Turquia                | 1700                        |
| Vietnam                | 1017                        |
| Mèxic                  | 4737                        |
| Itàlia                 | 1650                        |
| Espanya                | 3227                        |
| Estats Units d'Amèrica | 4833                        |
| Argentina              | 1026                        |
| Brasil                 | 17074                       |

## Varietats mengívoles
N'hi ha una gran quantitat de varietats diferents, fonamentalment per la qualitat del fruit i el sabor, que varia del dolç a l'àcid. L'espècie Citrus aurantium produeix taronges amargues utilitzades per a l'elaboració d'alguns licors, melmelades i confitures.

### Grup Navel
Caracteritzades per un fruit gran i sense llavors amb maduresa precoç, amb melic a la zona oposada al peduncle. No és recomanable per a elaborar sucs.

#### Varietats

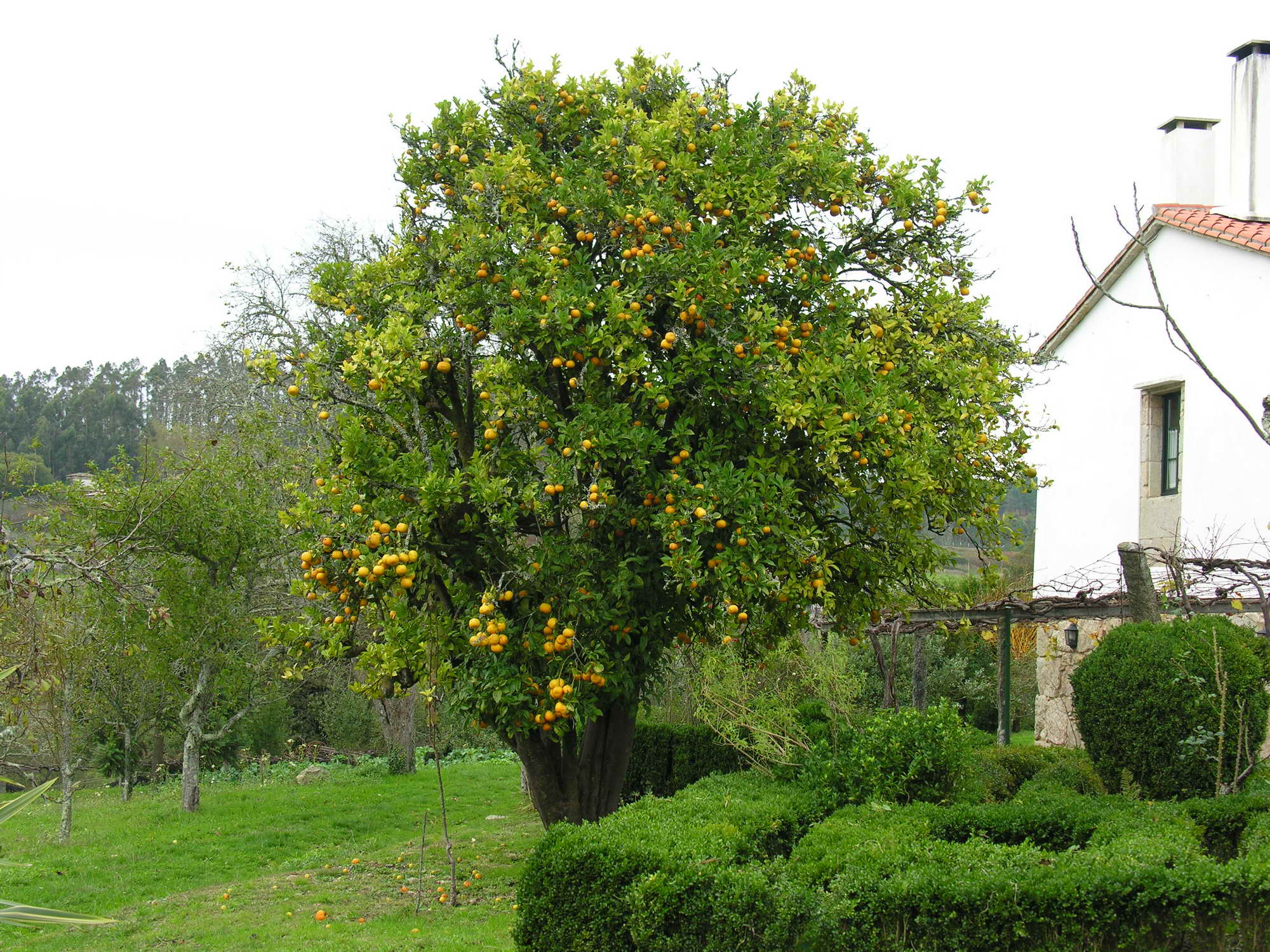
Taronger nòrdic

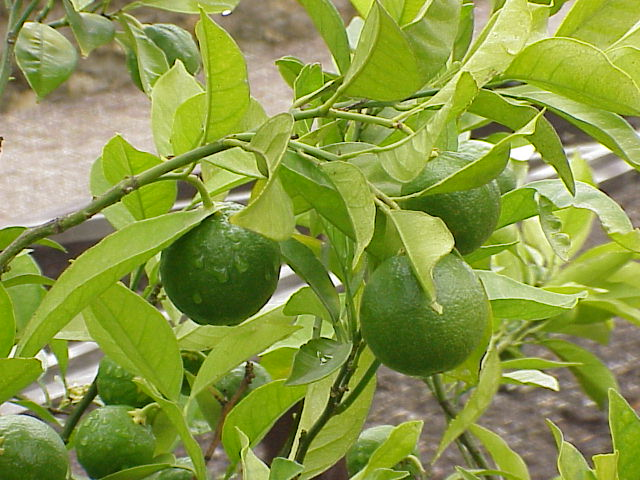
Fruites immadures

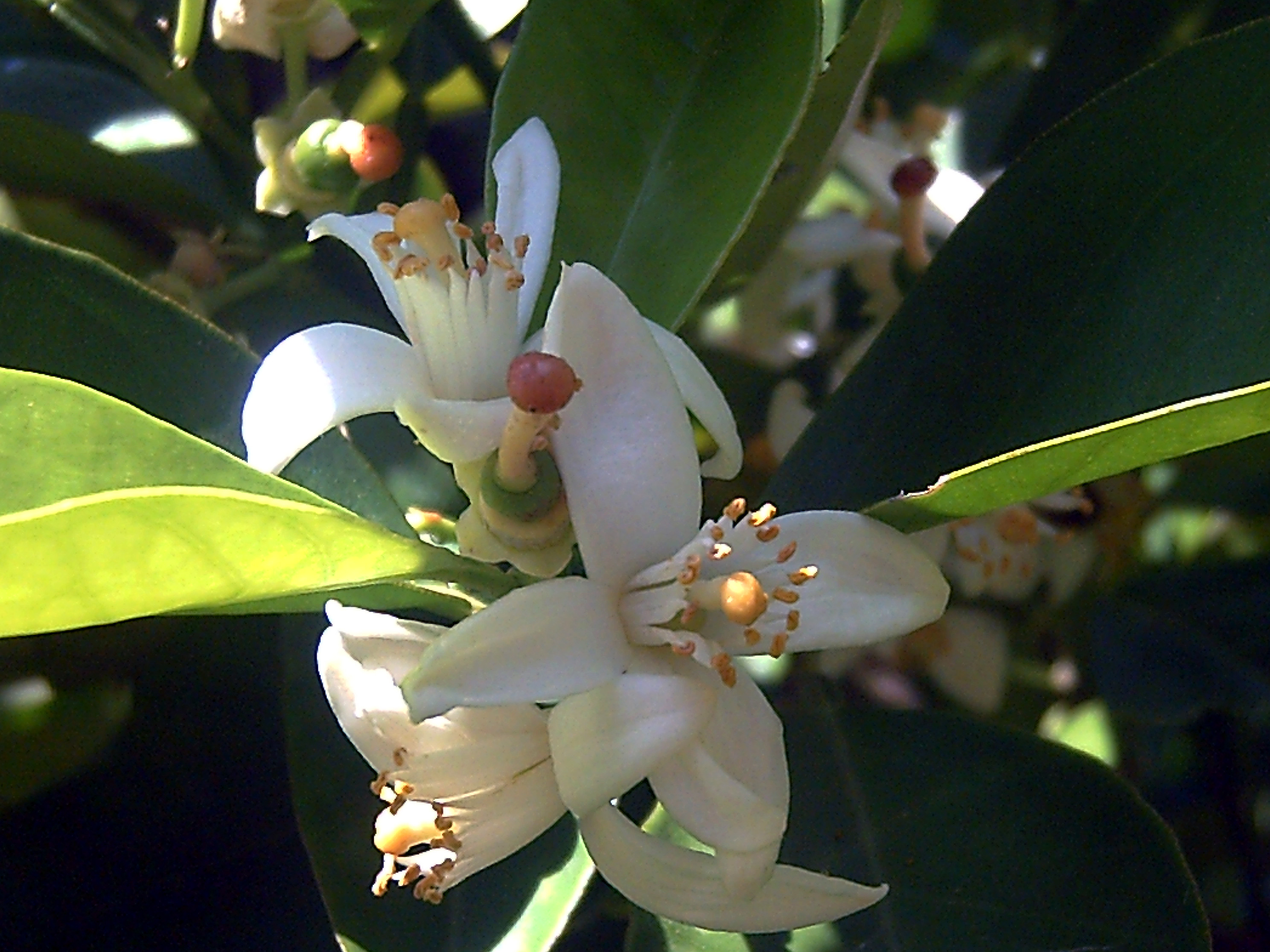
Flor

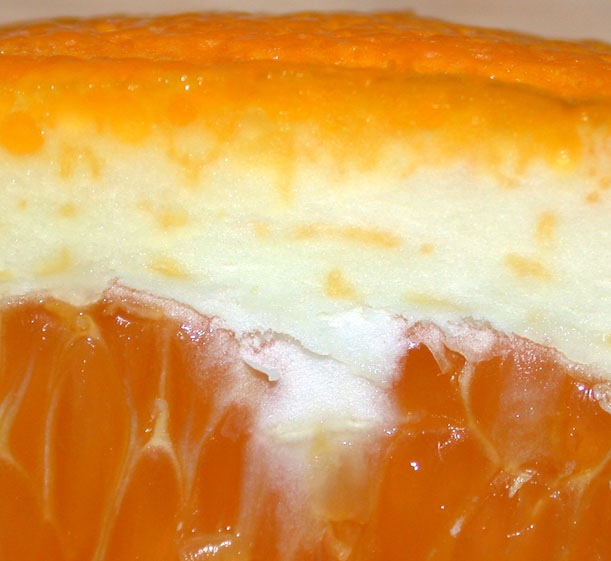
Pell

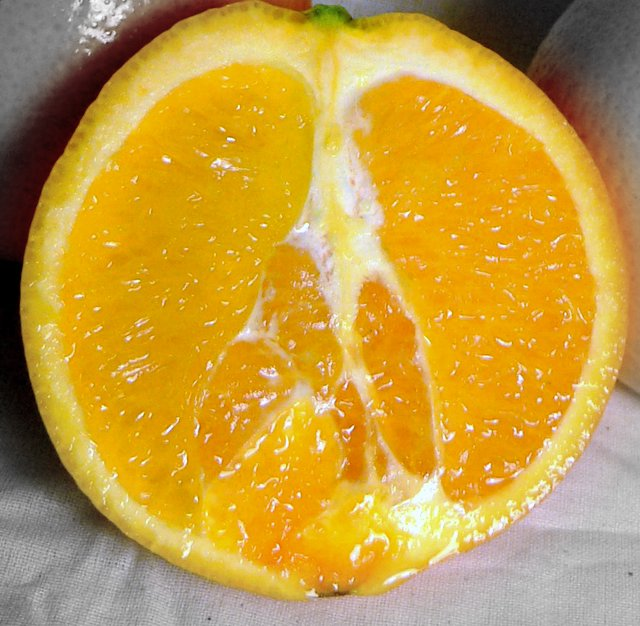
Fruit

- Bahianinha Baianina piracicaba. Arbre petit, probablement per mutació espontània de navel Bahia. Varietat brasilera. Bona adaptació en regions càlides.
- Fishe
- Gillemberg. Se'n desconeix l'origen, fou descoberta per Gillemberg el 1985. Molt bon sabor.
- Lane Late. Detectada el 1950 per mutació espontània de navel Washington a la propietat de L. Lane, a Austràlia. Pràcticament el 50% de la producció de navel és Lane Lane.
- Leng
- Navelate
- Navelina
- Newhall
- Palmer
- Skaggs Bonanza
- Thomson
- Bahía o Washington

### Grup Blanques

#### Varietats
- Ambersweet
- Belladonna
- Verna
- Cadenera
- Castellana
- Delta Seedless
- Hamlin
- Marrs
- Midknight
- Natal
- Ovale
- Parson Brown
- Pera
- Pineapple
- Salustiana
- Shamouti
- Trovita
- València
- WestinFlor
- Barberina

### Grup sang

#### Varietats
- Doble fina
- Maltaise sanguine
- Moro
- Sanguinelli
- PellSanguinello
- Torocco
- Tomango
- Washington sanguinaFruit

### Grup sucrenyes

#### Varietats
- Succari
- Sucreña
- Llima
- Mosambi

## Curiositats
Quan algú té o busca la seva parella ideal, es refereix a ella com la seva mitja taronja. Per què? Per què no la mitja poma o el mig cogombre? L'expressió apareix per primera vegada en El banquet, de Plató. En aquesta obra, es narra un banquet organitzat pel poeta tràgic Agàton d'Atenes. En finalitzar el menjar i per a fer més amena la festa, un dels comensals proposa als convidats que cadascun improvisi un encès elogi a Eros. Quan li toca el torn a Aristòfanes, relata un mite segons el qual va haver-hi un temps que en l'espècie humana era gairebé perfecta. La Terra es trobava habitada per persones esfèriques com taronges, amb dues cares oposades sobre un mateix cap, quatre braços i quatre cames que utilitzaven per a desplaçar-se rodant. Conta també que llavors existien tres sexes: compost d'home + home, de dona + dona i d'home + dona (androgin). La seva vanitat els va dur a enfrontar-se als déus creient-se semblants a ells. Zeus els va castigar partint-los per la meitat amb el seu llamp i va manar a Hermes que a cadascú li lligués la carn sobrant a l'entorn del melic. Ja reposats, els éssers caminaven trists buscant sempre la seva altra meitat, i si alguna vegada arribaven a trobar-s'hi, s'enllaçaven amb els seus braços fins a deixar-se morir d'inanició. Zeus, compadit, va ordenar a Hermes que els girés la cara cap al mateix costat on tenien el sexe: d'aquesta manera, cada vegada que un d'aquests éssers trobés la seva altra meitat, d'aquesta unió pogués obtenir plaer, i descendència si la unió era andrògina. Des de llavors, els éssers humans ens veiem condemnats a buscar entre els nostres semblants la nostra mitja taronja amb la qual unir-nos en abraçades que ens facin més complets.